# Tan Yunxian
Tan Yunxian (Wuxi 1461-1554) est une femme médecin dans la Chine du XVe siècle de l'époque Ming.

## Biographie
Tan Yunxian est issue d'une famille aisée de médecins. Sa grand-mère était elle-même médecin et lui a transmis son savoir.
À cette époque, les femmes de la haute société ne pouvaient pas être examinées par un médecin homme. Elles étaient examinées derrière un paravent et les questions et réponses étaient transmises par leur mari ou un homme de la famille. Une femme médecin était donc une chance de pouvoir traiter les femmes correctement.
Tan Yunxian était spécialisée dans la santé des femmes (menstruations, grossesse, accouchement...).
Elle a commencé à se traiter elle-même, puis ses enfants (3 filles et 1 garçon). Après la mort de sa grand-mère, elle a commencé à soigner des membres de sa belle-famille, puis d'autres personnes.
Son journal (on parlerait d'étude de cas aujourd'hui) a été publié en 1511 par son fils Yang Lian puis en 1585 par son petit-neveu Tan Xiu. Il a été conservé et republié en 2015 sous le titre Miscellaneous Records of a Female Doctor (notes diverses d'un médecin femme). C'est le seul écrit d'une femme médecin de l'époque Ming qui ait été conservé.

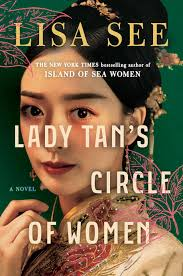
Couverture du livre de Lisa See

## Dans la culture actuelle
- Une série TV chinoise de 2016, The Imperial Doctress (en), raconte la vie de Tan Yunxian

- Tan Yunxian est le sujet du roman Le cercle de Lady Tan (Lady tan's circle of women en anglais) de Lisa See paru en 2023 (2025 en France).